# Melinaea messenina
Melinaea messenina är en fjärilsart som beskrevs av Felder 1865. Melinaea messenina ingår i släktet Melinaea och familjen praktfjärilar. Inga underarter finns listade i Catalogue of Life.